# Lúcio Aquílio Corvo
Lúcio Aquílio Corvo (em latim: Lucius Aquillius Corvus) foi um político da gente Aquília nos primeiros anos da República Romana, eleito tribuno consular em 388 a.C.. 

## Tribunato consular (388 a.C.)
Em 388 a.C. foi eleito tribuno consular com Quinto Servílio Fidenato, Tito Quíncio Cincinato Capitolino, Lúcio Lucrécio Tricipitino Flavo, Lúcio Aquilino Corvo e Sérvio Sulpício Rufo.
Os tribunos lideraram os romanos em uma série de raides contra o territórios dos équos e de Tarquínia, onde atacaram Cortuosa e Contenebra, que foram saqueadas.
Enquanto isso, em Roma, os tribunos da plebe tentaram levantar a discussão sobre a subdivisão dos Pântanos Pontinos, capturados dos volscos no ano anterior.